# Lliga cèltica de rugbi 2014-2015
La Lliga cèltica de rugbi 2014-2015 és la temporada 2014-2015 de la Lliga cèltica de rugbi on el vigent campió és els Leinster Rugby que defensa el títol aconseguit l'any passat, s'inicià el 5 de setembre del 2014 i acabà el 30 de maig. Els Glasgow Warriors van aconseguir el títol derrotant el Munster Rugby per 31 a 13. No constitueix una sorpresa atès que els escocesos van trobar-se al primer lloc de la classificació de la fase preliminar d'aquest campionat.

## Resultats
| Clubs                  | BRT     | CB      | CR      | ER      | GW      | S       | LR      | MR      | NGD     | O       | UR      | Z       |
| ---------------------- | ------- | ------- | ------- | ------- | ------- | ------- | ------- | ------- | ------- | ------- | ------- | ------- |
| Benetton Rugby Treviso |         | 40 – 24 | 6 – 9   | 8 – 29  | 23 – 40 | 13 – 17 | 24 – 24 | 10 – 21 | 17 – 32 | 13 – 33 | 20 – 24 | 17 – 15 |
| Cardiff Blues          | 36 – 25 |         | 18 – 17 | 21 – 15 | 12 – 33 | 21 – 9  | 13 – 22 | 24 – 28 | 17 – 23 | 23 – 31 | 9 – 26  | 29 – 5  |
| Connacht Rugby         | 53 – 5  | 24 – 24 |         | 13 – 16 | 13 – 31 | 14 – 8  | 10 – 9  | 24 – 16 | 16 – 11 | 20 – 24 | 20 – 27 | 43 – 3  |
| Edinburgh Rugby        | 48 – 0  | 28 – 13 | 13 – 14 |         | 20 – 8  | 20 – 20 | 23 – 36 | 3 – 34  | 24 – 10 | 24 – 16 | 17 – 20 | 37 – 0  |
| Glasgow Warriors       | 17 – 9  | 36 – 17 | 39 – 21 | 16 – 6  |         | 22 – 7  | 22 – 20 | 21 – 18 | 19 – 15 | 19 – 16 | 32 – 10 | 26 – 5  |
| Scarlets               | 43 – 0  | 16 – 6  | 32 – 14 | 15 – 26 | 19 – 9  |         | 23 – 13 | 25 – 25 | 26 – 13 | 22 – 10 | 32 – 32 | 28 – 13 |
| Leinster Rugby         | 10 – 0  | 37 – 23 | 21 – 11 | 33 – 8  | 34 – 34 | 42 – 12 |         | 23 – 34 | 14 – 16 | 18 – 12 | 24 – 11 | 29 – 8  |
| Munster Rugby          | 30 – 19 | 33 – 16 | 42 – 20 | 13 – 14 | 22 – 10 | 17 – 6  | 28 – 13 |         | 50 – 27 | 14 – 19 | 21 – 20 | 31 – 5  |
| Newport Gwent Dragons  | 33 – 15 | 9 – 11  | 25 – 30 | 19 – 5  | 13 – 33 | 10 – 29 | 25 – 22 | 12 – 38 |         | 15 – 17 | 26 – 22 | 25 – 11 |
| Ospreys                | 44 – 13 | 26 – 15 | 26 – 11 | 62 – 13 | 21 – 10 | 17 – 15 | 9 – 9   | 26 – 12 | 22 – 11 |         | 31 – 20 | 53 – 22 |
| Ulster Rugby           | 43 – 3  | 36 – 17 | 13 – 10 | 30 – 0  | 29 – 9  | 25 – 20 | 26 – 10 | 23 – 23 | 23 – 6  | 25 – 16 |         | 33 – 13 |
| Zebre                  | 16 – 26 | 26 – 41 | 10 – 40 | 18 – 10 | 10 – 54 | 26 – 28 | 3 – 20  | 7 – 31  | 23 – 17 | 14 – 15 | 13 – 6  |         |

## Classificació
| Classificació general de la Lliga cèltica | Classificació general de la Lliga cèltica | Classificació general de la Lliga cèltica | Classificació general de la Lliga cèltica | Classificació general de la Lliga cèltica | Classificació general de la Lliga cèltica | Classificació general de la Lliga cèltica | Classificació general de la Lliga cèltica | Classificació general de la Lliga cèltica | Classificació general de la Lliga cèltica | Classificació general de la Lliga cèltica | Classificació general de la Lliga cèltica | Classificació general de la Lliga cèltica | Classificació general de la Lliga cèltica | Classificació general de la Lliga cèltica |
| Class.                                    | Clubs                                     | Pts                                       | J                                         | G                                         | E                                         | P                                         | B0                                        | BD                                        | pf                                        | pc                                        | p±                                        | af                                        | ac                                        | a±                                        |
| ----------------------------------------- | ----------------------------------------- | ----------------------------------------- | ----------------------------------------- | ----------------------------------------- | ----------------------------------------- | ----------------------------------------- | ----------------------------------------- | ----------------------------------------- | ----------------------------------------- | ----------------------------------------- | ----------------------------------------- | ----------------------------------------- | ----------------------------------------- | ----------------------------------------- |
| 1.                                        | Glasgow Warriors                          | 75                                        | 22                                        | 16                                        | 1                                         | 5                                         | 9                                         | 0                                         | 540                                       | 360                                       | 180                                       | 63                                        | 33                                        | 30                                        |
| 2.                                        | Munster Rugby                             | 75                                        | 22                                        | 15                                        | 2                                         | 5                                         | 8                                         | 3                                         | 581                                       | 367                                       | 214                                       | 68                                        | 31                                        | 37                                        |
| 3.                                        | Ospreys Rugby                             | 74                                        | 22                                        | 16                                        | 1                                         | 5                                         | 6                                         | 2                                         | 546                                       | 358                                       | 188                                       | 53                                        | 30                                        | 23                                        |
| 4.                                        | Ulster Rugby                              | 69                                        | 22                                        | 14                                        | 2                                         | 6                                         | 6                                         | 3                                         | 524                                       | 372                                       | 152                                       | 59                                        | 34                                        | 25                                        |
| 5.                                        | Leinster Rugby                            | 62                                        | 22                                        | 11                                        | 3                                         | 8                                         | 8                                         | 4                                         | 483                                       | 375                                       | 108                                       | 54                                        | 39                                        | 15                                        |
| 6.                                        | Scarlets                                  | 57                                        | 22                                        | 11                                        | 3                                         | 8                                         | 4                                         | 3                                         | 452                                       | 388                                       | 64                                        | 43                                        | 39                                        | 4                                         |
| 7.                                        | Connacht Rugby                            | 50                                        | 22                                        | 10                                        | 1                                         | 11                                        | 3                                         | 5                                         | 447                                       | 419                                       | 28                                        | 49                                        | 48                                        | 1                                         |
| 8.                                        | Edinburgh Rugby                           | 48                                        | 22                                        | 10                                        | 1                                         | 11                                        | 3                                         | 3                                         | 399                                       | 419                                       | -20                                       | 41                                        | 48                                        | -7                                        |
| 9.                                        | Newport Gwent Dragons                     | 42                                        | 22                                        | 8                                         | 0                                         | 14                                        | 4                                         | 6                                         | 393                                       | 484                                       | -91                                       | 38                                        | 55                                        | -17                                       |
| 10.                                       | Cardiff Blues                             | 35                                        | 22                                        | 7                                         | 1                                         | 14                                        | 3                                         | 2                                         | 430                                       | 545                                       | -115                                      | 46                                        | 57                                        | -11                                       |
| 11.                                       | Benetton Rugby Treviso                    | 19                                        | 22                                        | 3                                         | 1                                         | 18                                        | 2                                         | 3                                         | 306                                       | 641                                       | -335                                      | 34                                        | 81                                        | -47                                       |
| 12.                                       | Zebre                                     | 15                                        | 22                                        | 3                                         | 0                                         | 19                                        | 0                                         | 3                                         | 266                                       | 639                                       | -373                                      | 27                                        | 80                                        | -53                                       |

## Fase final
| Semifinals       | Semifinals | Semifinals    |
| ---------------- | ---------- | ------------- |
| Glasgow Warriors | 16 – 14    | Ulster Rugby  |
| Munster Rugby    | 21 – 18    | Ospreys Rugby |

| Final         | Final   | Final            |
| ------------- | ------- | ---------------- |
| Munster Rugby | 13 – 31 | Glasgow Warriors |

| Campió           |
| ---------------- |
| Glasgow Warriors |